# Mirosław Kwieciński
Mirosław Kwieciński (ur. 5 maja 1954 w Dębicy) – doktor habilitowany nauk ekonomicznych w zakresie nauk o zarządzaniu, pracownik naukowy Krakowskiej Akademii im. Frycza Modrzewskiego (kierownik Katedry Zarządzania Informacją i Bezpieczeństwem w Biznesie) oraz od 2015 profesor zakładu zarządzanie w Państwowej Wyższej Szkole Zawodowej w Krośnie (aktualnie Państwowa Akademia Nauk Stosowanych). 
Twórca własnej teorii wywiadu i kontrwywiadu gospodarczego jako fundamentalnego narzędzia ekspansji i ochrony zasobów w działalności przedsiębiorstw. Autor pierwszej polskiej monografii z tego zakresu („Wywiad gospodarczy w zarządzaniu przedsiębiorstwem”). Autor, współautor i współredaktor prac, artykułów, ekspertyz i referatów poświęconych problematyce wywiadu gospodarczego i ochrony informacji w procesach zarządzania.
Zainteresowania badawcze Kwiecińskiego skoncentrowane są zasadniczo wokół zarządzania informacją. Propagator oraz entuzjasta idei tworzenia w Polsce nowej nauki o bezpieczeństwie. Inicjator, współtwórca i koordynator kierunku bezpieczeństwo wewnętrzne w Krakowskiej Akademii. Współzałożyciel Międzynarodowego Stowarzyszenia „Edukacja dla Obronności i Bezpieczeństwa” z siedzibą w Krakowie. Członek rady programowej kwartalnika naukowego „Bezpieczeństwo. Teoria i Praktyka”, wydawanego przez Krakowską Akademię.
Odznaczony Srebrnym Krzyżem Zasługi oraz Medalem Komisji Edukacji Narodowej.